# Roebuck (Schiff, 1690)
Die Roebuck war ein Schiff der englischen Marine, das 1699 unter dem Kommando von William Dampier zu einer Entdeckungsfahrt mit Ziel Australien / Neuguinea geschickt wurde.
Ursprünglich als fireship (Brander) auf einer Werft in Wapping (London) gebaut, lief die Roebuck am 17. April 1690 vom Stapel. 1699 zum „5th rate warship“ mit 26 Kanonen umgebaut, wurde sie dem Kommando von William Dampier übergeben. Dampier erschien durch seine seemännische Erfahrung qualifiziert, die erste englische, wissenschaftlich durchgeführte Expedition in die Südsee mit Ziel Australien und Neuguinea zu leiten.
Das Schiff nahm Kurs auf das Kap der Guten Hoffnung. Es muss in schlechter Verfassung gewesen sein, denn sein Zustand machte eine umfangreiche Reparatur in Batavia (heute Jakarta, Indonesien) notwendig. Auf der Rückfahrt leckte das Schiff so sehr, dass Dampier es in eine Bucht der Insel Ascension (Süd-Atlantik) lenkte. Trotz unermüdlichen Pumpens und der Versuche, das Leck abzudichten, sank die Roebuck am 21. Februar 1701. Die Mannschaft konnte sich auf die Insel retten, aber ein Großteil der gesammelten Proben und Aufzeichnungen ging verloren. Die Pflanzensammlung konnte gerettet werden und existiert noch im Herbarium der Universität Oxford.
Überreste der Roebuck, u. a. die Schiffsglocke, wurden 2001 gefunden. Sie werden im Museum der Insel aufbewahrt.